# Sword's Song
Sword's Song è il secondo album del gruppo musicale gothic metal finlandese Battlelore, registrato al Music-Bros Studios tra il 2002 e il 2003 e pubblicato il 22 luglio 2003. La cover dell'album, The Slaying of Glaurung è stata realizzata da Ted Nasmith. È l'ultimo album in studio con il cantante Patrik Mennander e il bassista fondatore Miika Kokkola, che abbandoneranno il gruppo nel 2004.

## Tracce
1. Sons of Riddermark – 4:04
2. Sword's Song – 4:08
3. The Mark of the Bear – 4:27
4. Buccaneers Inn – 3:54
5. Attack of the Orcs – 3:13
6. Dragonslayer – 3:30
7. Khazad-Dûm Pt.2 (Silent Caverns) – 4:08
8. Horns of Gondor – 3:52
9. War of Wrath – 3:57
10. Forked Height – 3:18
11. Starlight Kingdom – 4:24
12. The Curse of the Kings (Traccia bonus) – 3:57

## Formazione
- Kaisa Jouhki - voce
- Patrik Mennander - voce
- Jussi Rautio - chitarra
- Jyri Vahvanen - chitarra
- Miika Kokkola - basso
- Maria Honkanen - tastiere, flauto
- Henri Vahvanen - batteria

## Riferimenti dei testi
- Sons of Riddermark parla della storia di Éothéod.
- The Mark of the Bear parla di Beorn.
- Buccaneers' Inn parla dei Númenoreani Neri.
- Attack of the Orcs parla delle orde degli orchi nella Terza Era.
- Dragonslayer è basata sulla storia di Túrin Turambar.
- Khazad-Dûm Pt. 2 (Silent Caverns) tratta dell'invasione di Moria.
- War of Wrath è basata sulla Guerra d'Ira.
- Forked Height tratta della torre di Isengard, Orthanc.
- The Curse of the Kings parla dei Nazgûl.